# 迪卡尼卡區

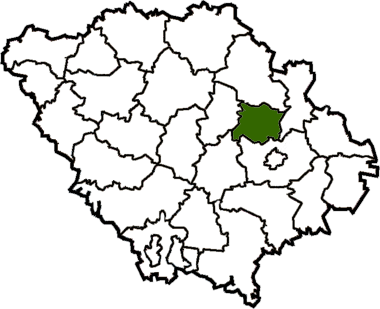

迪卡尼卡區（烏克蘭語：Диканський район）是位於烏克蘭中部波爾塔瓦州的舊區，首府原設於迪卡尼卡，2020年烏克蘭行政區劃改革後被撤銷。該區原面積679平方公里，2015年人口19,170人，人口密度每平方公里28.2人。

## 外部連結
- Official homepage
- （乌克兰語） Dykanskyi Raion - Poltava Oblast administration website